# 화요일아침예술학교
화요일아침예술학교는 경기도 연천군 전곡읍에 위치해 있고 여학생에게 미술교육을 하는 고등학교 과정의 각종학교이다.

## 학교 연혁
- 2007년 3월 1일 서울대교구 홍문택 베르나르도 신부님이 가정 형편이 어려운 학생들을 위한 무상대안학교 설립을 결심, 사재 봉헌
- 2010년 6월 28일 화요일아침예술학교 기숙사 축성식(서울대교구장 정진석 니꼴라오 추기경)
- 2011년 2월 22일 경기도교육청 학력인정학교 인가
- 2011년 2월 25일 서울대교구 홍문택 베르나르도 신부 제1대 교장 부임
- 2011년 3월 2일 개교 및 제1회 입학식(1학년 8명)
- 2012년 2월 25일 대강의실, 갤러리 증축 완공
- 2012년 3월 2일 2012학년도 입학식

2019년 4월자 1학년 7명, 2학년 4명, 3학년 10명으로 전교생 21명이다.
2019년 11월자 1학년 4명, 2학년 2명, 3학년 10명으로 전교생 16명이다.
2021년 3월자 1학년 6명, 2학년 5명, 3학년 0명으로 전교생 11명이다.
2022년 3월자 1학년 0명, 2학년 4명, 3학년 4명으로 전교생 8명이다.
2023년 3월자 1학년 8명, 2학년 0명, 3학년 5명으로 전교생 13명이다.
2024년 3월자 1학년 3명, 2학년 8명, 3학년 0명으로 전교생 11명이다.
2025년 3월자 1학년12명, 2학년 4명, 3학년 6명으로 전교생22명이다.

## 참고 자료
- 화요일아침예술학교 - 한국교육학술정보원 학교알리미